# Зала слави рок-н-ролу
41°30′30″ пн. ш. 81°41′44″ зх. д. / 41.50833° пн. ш. 81.69556° зх. д.

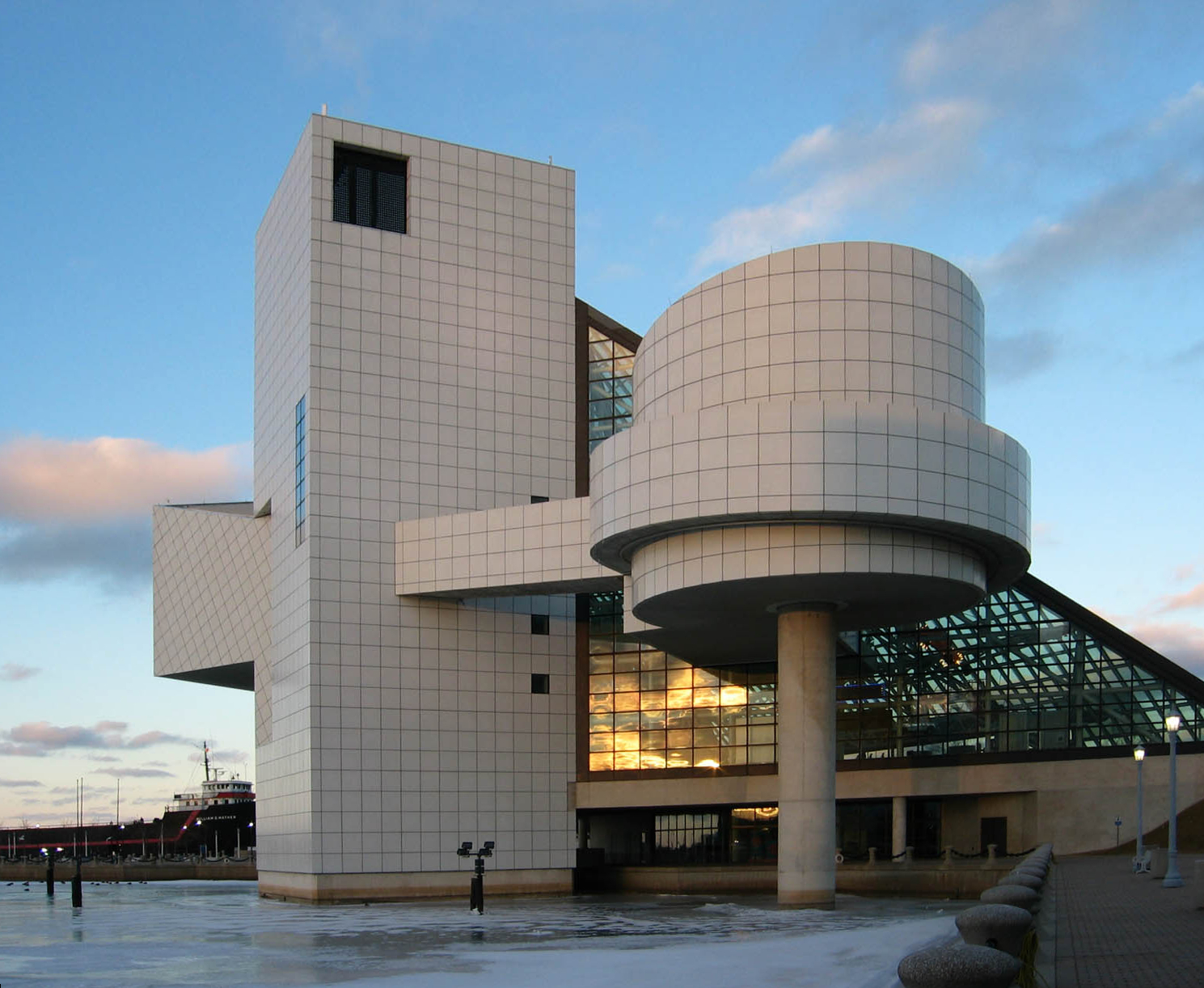
Зала слави рок-н-ролу

Зала слави рок-н-ролу (англ. Rock and Roll Hall of Fame) — музей і організація в Клівленді, Огайо, США, присвячені, як зрозуміло з назви, найвідомішим і найвпливовішим діячам епохи рок-н-ролу (за версією засновників зали): виконавцям, продюсерам й іншим особистостям, що зробили значний внесок у розвиток музичної індустрії. Також існує Зала слави рок-н-ролу Сан-Франциско.
На першому засіданні організаційного комітету в 1986 році було названо перших 16 членів. Серед них були Чак Беррі, Джеймс Браун, Рей Чарльз, Фетс Доміно, брати Еверлі, Джеррі Лі Льюїс, Літл Річард, а також покійні Сем Кук, Бадді Голлі і Елвіс Преслі.
Нові члени зали оголошуються щорічно; на церемонії «введення у залу» вони, як правило, дають концерт.
Окрім рокерів серед членів залу багато визнаних майстрів ритм-енд-блюзу (наприклад, Ел Грін), поп-виконавці (наприклад, АББА) та навіть репери (зокрема Grandmaster Flash, Тупак Шакур, Емінем).

## 500 пісень, що сформували рок-н-рол
«500 пісень, що сформували рок-н-рол» (англ. 500 Songs that Shaped Rock and Roll) — список пісень, складений американським музеєм «Зала слави рок-н-ролу». До цього списку увійшли пісні, які на думку організації справили найбільший вплив на формування і розвиток рок-н-ролу, попри те що ряд із них відносяться до інших музичних напрямків навіть після кристалізації рок-музики.
Складення списку було організовано куратором Залу слави Джеймсом Хенке, який, згідно з офіційним джерелом, «скомпілював цей список з інформації, наданої працівниками музею та численними критиками і експертами рок-музики».
Список охоплює період від 1920-х до 1990-х років. На відміну від рейтингів журналу Роллінг Стоунз, цей список сортується лише за алфавітом (по назвах пісень або іменах їх виконавців).

## Внесені до зали слави Рок-н-ролу

### 1986
- Виконавці
  - Чак Беррі
  - Джеймс Браун
  - Рей Чарлз
  - Сем Кук
  - Фетс Доміно
  - The Everly Brothers
  - Бадді Голлі
  - Джеррі Лі Льюїс
  - Елвіс Преслі
  - Літл Річард
- Піонери
  - Роберт Джонсон
  - Джиммі Роджерс
  - Джиммі Янсі
- Винахідник
  - Джон Хаммонд
- Інші
  - Алан Фрід (Alan Freed)
  - Сем Філіпс

### 1987
- Виконавці
  - The Coasters
  - Едді Кокрен (Eddie Cochran)
  - Бо Діддлі
  - Арета Франклін (Aretha Franklin)
  - Марвін Гей
  - Білл Хейлі (Bill Haley)
  - Бі Бі Кінг (B.B. King)
  - Клайд Макфаттер (Clyde McPhatter)
  - Рікі Нельсон (Ricky Nelson)
  - Рой Орбісон (Roy Orbison)
  - Карл Перкінс
  - Смокі Робінсон (Smokey Robinson)
  - Біг Джо Тернер (Big Joe Turner)
  - Мадді Вотерс (Muddy Waters)
  - Джекі Вілсон (Jackie Wilson)
- Піонери
  - Луїс Джордан (Louis Jordan)
  - Ті-Боун Вокер
  - Генк Вільямс (Hank Williams)
- Інші
  - Леонард Чесс (Leonard Chess)
  - Ahmet Ertegun
  - Джері Лайбер і Майк Столлер
  - Джері Векслер

### 1988
- Виконавці
  - The Beach Boys
  - The Beatles
  - The Drifters
  - Боб Ділан (Bob Dylan)
  - The Supremes
- Піонери
  - Вуді Гатрі (Woody Guthrie)
  - Лед Беллі (Lead Belly)
  - Лес Пол (Les Paul)
- Інші
  - Беррі Горді Молодший (Berry Gordy, Jr)

### 1989
- Виконавці
  - Dion
  - Отіс Реддінг
  - The Rolling Stones
  - The Temptations
  - Стіві Вандер
- Піонери
  - The Inkspots
  - Бессі Сміт
  - The Soul Stirrers
- Інші
  - Філ Спектор

### 1990
- Виконавці
  - Генк Баллард (Hank Ballard)
  - Боббі Дарін (Bobby Darin)
  - The Four Seasons
  - The Four Tops
  - The Kinks
  - The Platters
  - Simon and Garfunkel
  - The Who
- Піонери
  - Луї Армстронг (Louis Armstrong)
  - Charlie Christian
  - Ma Rainey
- Інші
  - Джеррі Гоффін i Керол Кінг (Gerry Goffin and Carole King)
  - Holland, Dozier and Holland

### 1991
- Виконавці
  - LaVern Baker
  - The Byrds
  - Джон Лі Хукер
  - The Impressions
  - Вілсон Пікетт
  - Джіммі Рід
  - Ike & Tina Turner
- Піонери
  - Хаулін Вулф
- Wybitne osiągniecia
  - Несухі Ертегюн (Nesuhi Ertegun)
- Інші
  - Дейв Бартоломью
  - Ральф Басс (Ralph Bass)

### 1992
- Виконавці
  - Боббі «Блу» Бленд
  - Booker T. and the M.G.'s
  - Джонні Кеш (Johnny Cash)
  - The Isley Brothers
  - The Jimi Hendrix Experience
  - Sam & Dave
  - The Yardbirds
- Піонери
  - Елмор Джеймс
  - Professor Longhair
- Інші
  - Лео Фендер (Leo Fender)
  - Білл Грем (Bill Graham)
  - Док Помус (Doc Pomus)

### 1993
- Виконавці
  - Рут Браун (Ruth Brown)
  - Cream
  - Creedence Clearwater Revival
  - The Doors
  - Frankie Lymon and the Teenagers
  - Етта Джеймс (Etta James)
  - Ван Моррісон
  - Sly and the Family Stone
- Піонери
  - Дайна Вашінгтон
- Інші
  - Dick Clark
  - Мілт Габлер (Milt Gabler)

### 1994
- Виконавці
  - The Animals
  - The Band
  - Дуейн Едді (Duane Eddy)
  - Grateful Dead
  - Елтон Джон (Elton John)
  - Джон Леннон (John Lennon)
  - Боб Марлі (Bob Marley)
  - Род Стюарт (Rod Stewart)
- Піонери
  - Віллі Діксон (Willie Dixon)
- Інші
  - Johnny Otis

### 1995
- Виконавці
  - The Allman Brothers Band
  - Ел Грін (Al Green)
  - Дженіс Джоплін
  - Led Zeppelin
  - Martha and the Vandellas
  - Ніл Янг
  - Френк Заппа
- Піонери
  - The Orioles
- Інші
  - Пол Екерман (Paul Ackerman)

### 1996
- Виконавці
  - Девід Боуї (David Bowie)
  - Gladys Knight and the Pips
  - Jefferson Airplane
  - Little Willie John
  - Pink Floyd
  - The Shirelles
  - The Velvet Underground
- Піонери
  - Pete Seeger
- Інші
  - Tom Donahue
  - Ronald DeFeo

### 1997
- Виконавці
  - The Rascals
  - Bee Gees
  - Баффало Спрингфілд (Buffalo Springfield)
  - Crosby, Stills and Nash
  - The Jackson Five
  - Джоні Мітчелл
  - Parliament-Funkadelic
- Піонери
  - Mahalia Jackson
  - Білл Монро
- Інші
  - Syd Nathan

### 1998
- Виконавці
  - The Eagles
  - Fleetwood Mac
  - The Mamas and the Papas
  - Lloyd Price
  - Santana
  - Джін Вінсент (Gene Vincent)
- Піонери
  - Jelly Roll Morton
- Інші
  - Allen Toussaint

### 1999
- Виконавці
  - Біллі Джоел (Billy Joel)
  - Кертіс Мейфілд (Curtis Mayfield)
  - Пол Маккартні (Paul McCartney)
  - Дел Шеннон (Del Shannon)
  - Дасті Спрінгфілд (Dusty Springfield)
  - Брюс Спрінгстін (Bruce Springsteen)
  - The Staple Singers
- Піонери
  - Bob Wills and His Texas Playboys
  - Charles Brown
- Інші
  - Джордж Мартін
  - Gangstarr

### 2000
- Виконавці
  - Ерік Клептон (Eric Clapton)
  - Earth, Wind & Fire
  - Lovin' Spoonful
  - The Moonglows
  - Бонні Рейтт (Bonnie Raitt)
  - Джеймс Тейлор (James Taylor)
- Піонери
  - Нет Кінг Коул
  - Біллі Холідей
- Студійні музиканти
  - Hal Blaine
  - King Curtis
  - Джеймс Джемерсон
  - Scotty Moore
  - Earl Palmer
- Інші
  - Clive Davis

### 2001
- Виконавці
  - Aerosmith
  - Solomon Burke
  - The Flamingos
  - Майкл Джексон
  - Queen
  - Пол Саймон
  - Steely Dan
  - Річі Валенс (Ritchie Valens)
- Студійні музиканти
  - James Burton
  - Джонні Джонсон
- Інші
  - Chris Blackwell

### 2002
- Виконавці
  - Айзек Хейз
  - Brenda Lee
  - Tom Petty and the Heartbreakers
  - Gene Pitney
  - The Ramones
  - Talking Heads
- Студійний музикант
  - Чет Еткінс (Chet Atkins)
- Інші
  - Джим Стюарт (Jim Stewart)

### 2003
- Виконавці
  - AC/DC
  - The Clash
  - Elvis Costello & the Attractions
  - The Police
  - Righteous Brothers
- Студійні музиканти
  - Benny Benjamin
  - Floyd Cramer
  - Steve Douglas
- Інші
  - Mo Ostin

### 2004
- Виконавці
  - Джексон Брауне (Jackson Browne)
  - The Dells
  - Джордж Гаррісон (George Harrison)
  - Prince
  - Боб Сігер (Bob Seger)
  - Traffic
  - ZZ Top

### 2005
- Виконавці
  - U2
  - The Pretenders
  - The O'Jays
  - Персі Следж
  - Бадді Ґай
- Інші
  - Frank Barsalona
  - Seymour Stein

### 2006
- Виконавці
  - Black Sabbath
  - Sex Pistols (гурт бойкотував цю акцію, але їх все ж прийняли)
  - Blondie
- Піонери
  - Майлз Девіс
  - Lynyrd Skynyrd
- Інші
  - Herb Alpert i Джері Moss

### 2007
- Виконавці
  - Grandmaster Flash and the Furious Five
  - Патті Сміт
  - R.E.M.
  - The Ronettes
  - Van Halen

### 2008
- Виконавці
  - The Dave Clark Five
  - Леонард Коен (Leonard Cohen)
  - Мадонна
  - Джон Мелленкемп
  - The Ventures

### 2009
- Виконавці
  - Metallica
  - Run-DMC
  - Little Anthony & The Imperials
  - Джефф Бек
  - Боббі Уомак

### 2010
15 березня відбулась церемонія у концертному залі «Уолдорф-Асторія» в Нью-Йорку. До зали слави було включено гурти ABBA, Genesis, The Hollies, The Stooges, а також музикант Джиммі Кліфф.

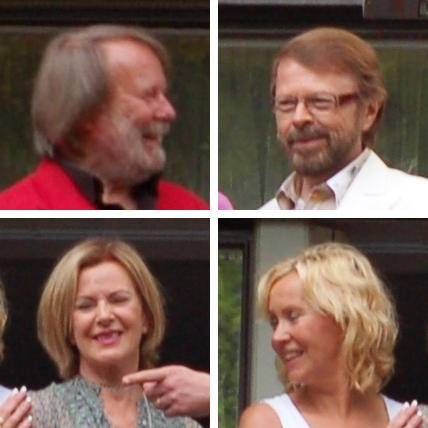
ABBA
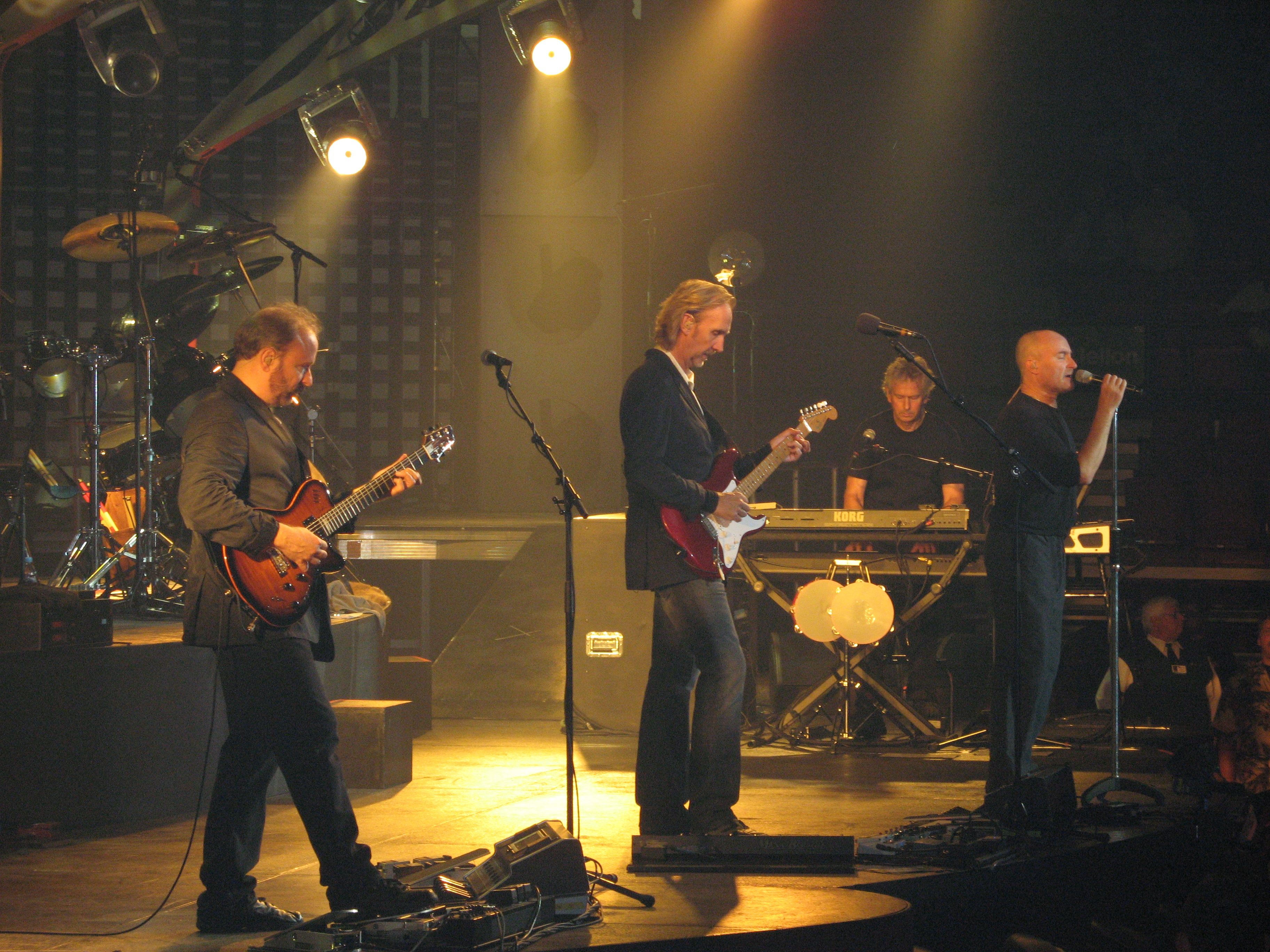
Genesis
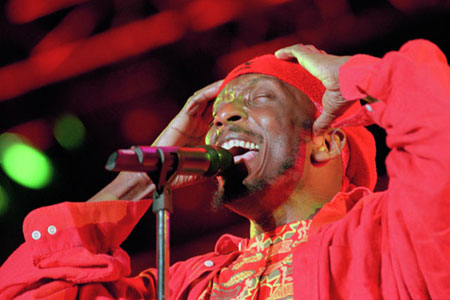
Джимми Клифф
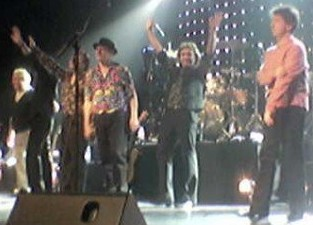
The Hollies
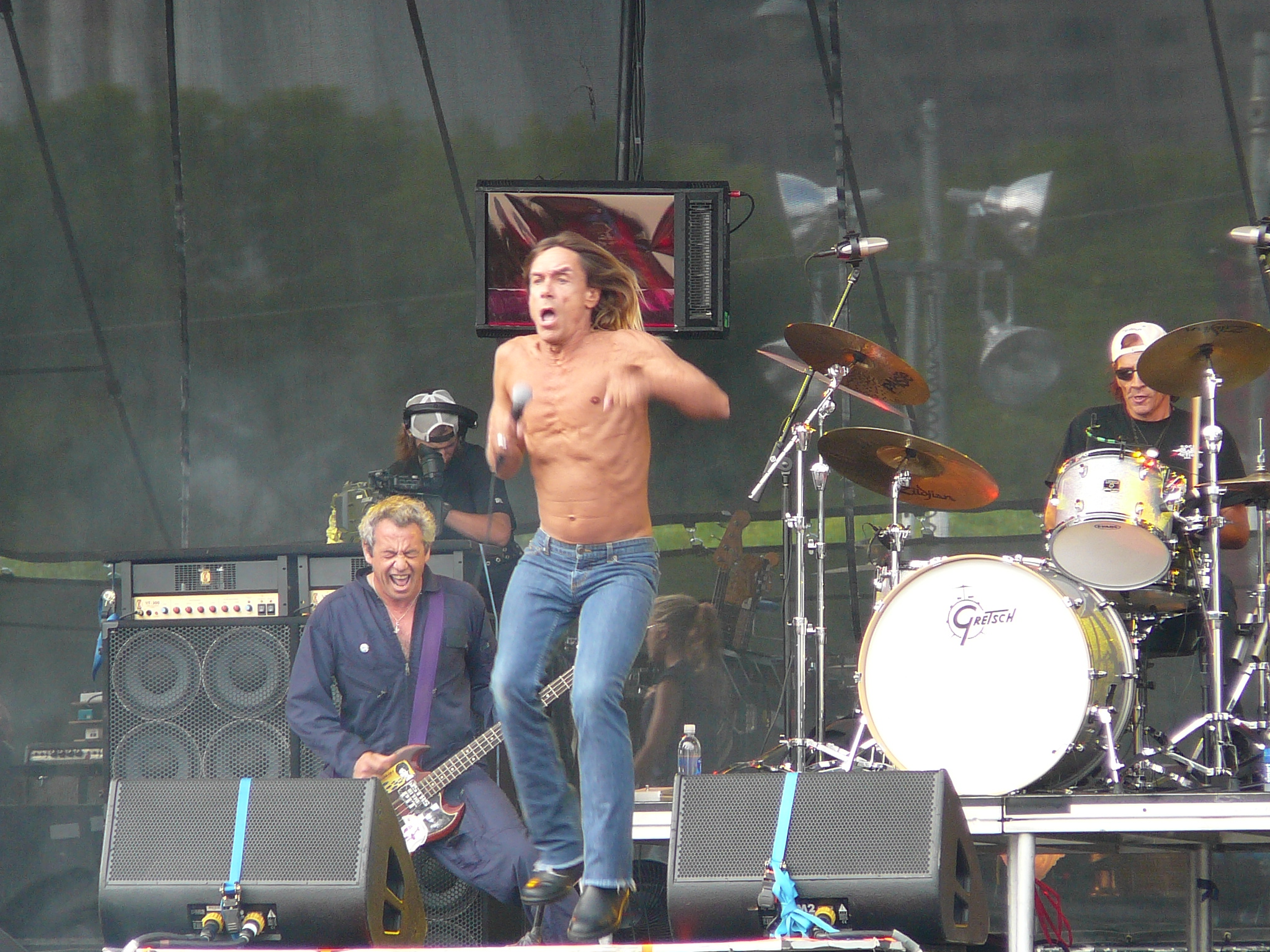
The Stooges

### 2011
- Виконавці
  - Еліс Купер
  - Том Уейтс
  - Ніл Даймонд
  - Дарлен Лав
  - Доктор Джон

### 2012
- Виконавці
  - Guns N'Roses
  - Beastie Boys
  - Red Hot Chili Peppers
  - Донован
  - The Small Faces
  - Лора Ніро

### 2013
До зали слави потрапили гурти Rush, Heart, Public Enemy, та виконавці Донна Саммер, Ренді Ньюман,Quincy Jones, Lou Adler, Альберт Кінг

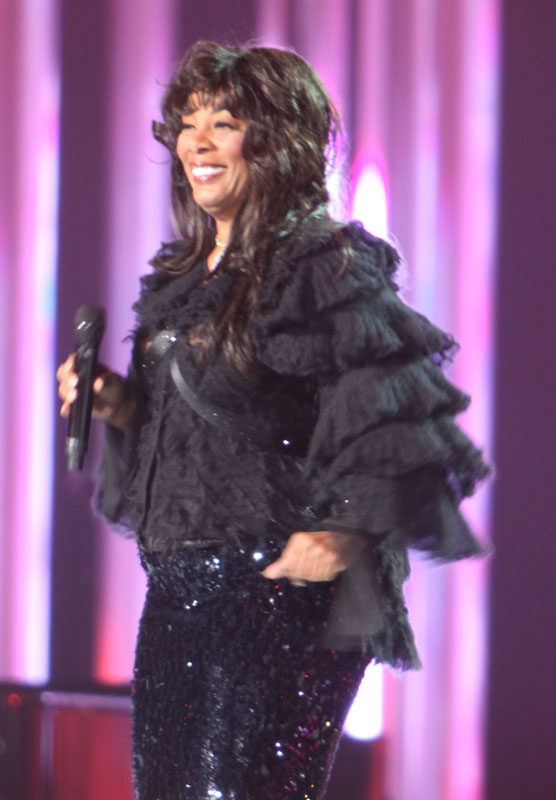
Донна Саммер
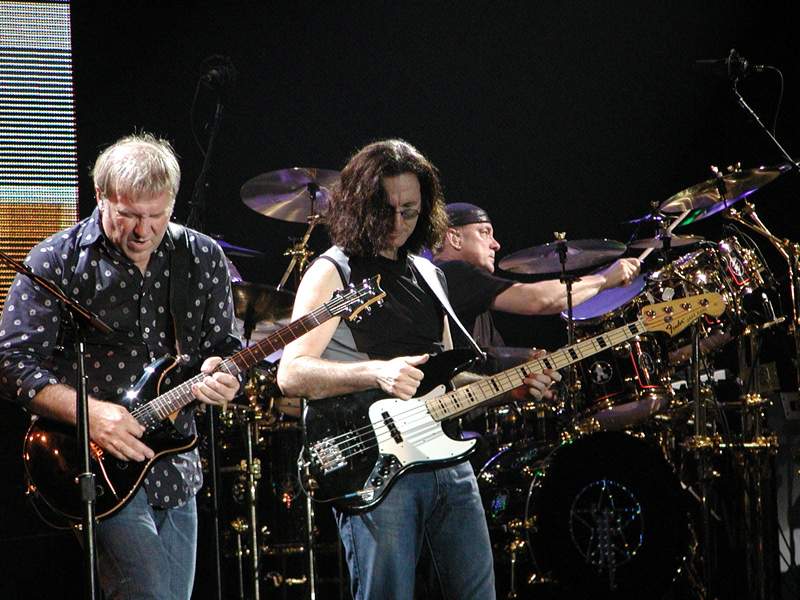
Rush
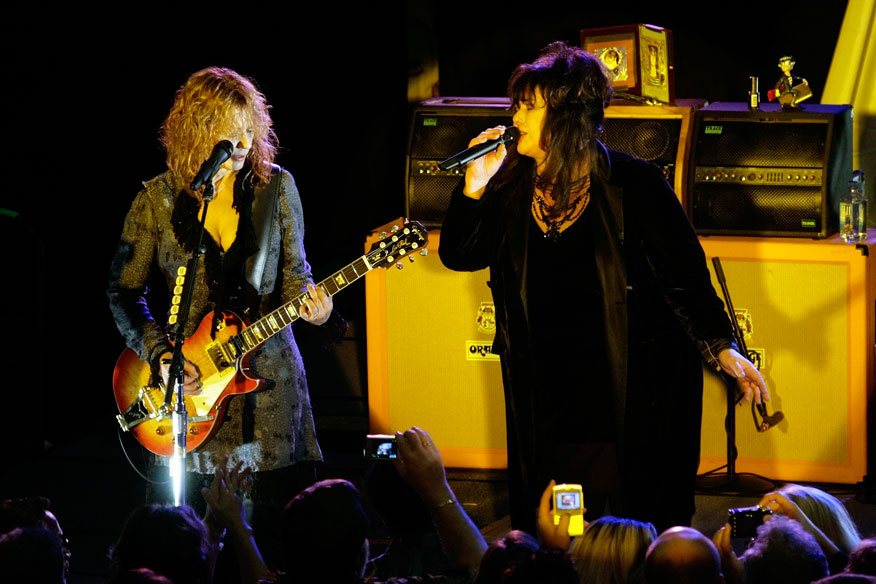
Heart
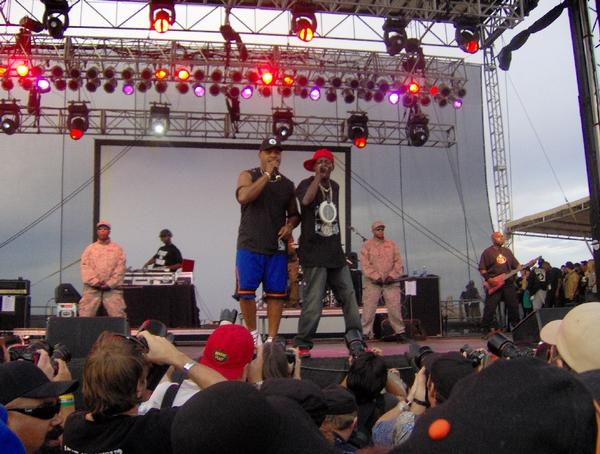
Public Enemy
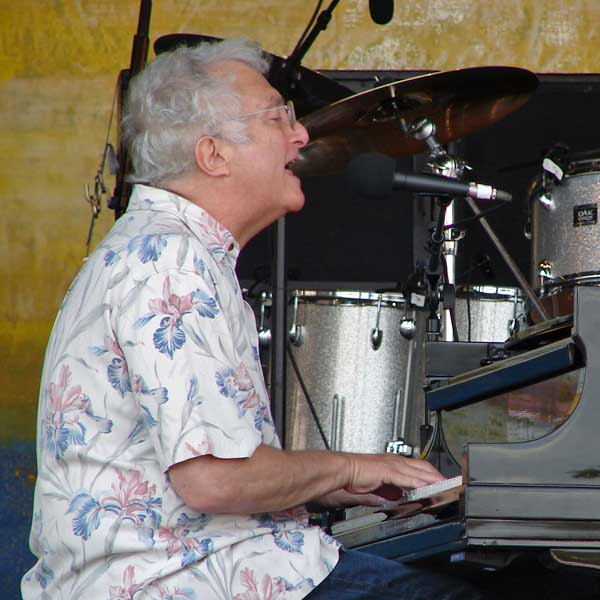
Ренді Ньюман
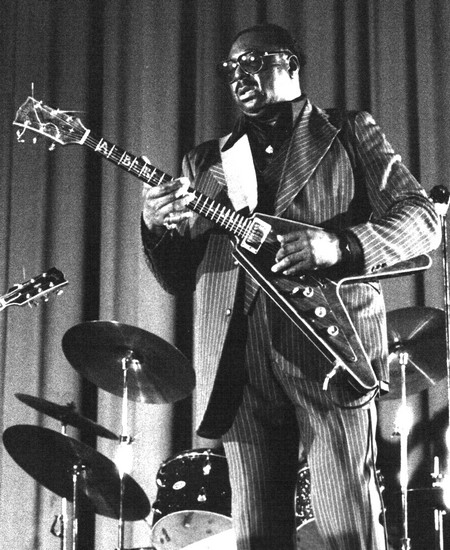
Альберт Кінг

### 2014
До зали слави обрано гурти Nirvana, KISS, Hall & Oates, E Street Band, виконавці Пітер Гебріел, Кет Стівенс, Лінда Ронстадт, Брайан Епстайн та Ендрю Луг Олдем.

### 2015
Виконавці:
- Лу Рід
- Green Day
- The Paul Butterfield Blues Band
- Стіві Рей Вон
- Double Trouble
- Білл Візерс

### 2016
Виконавці:
- Cheap Trick [en]
- Chicago
- Deep Purple
- N.W.A
- Стів Міллер

### 2017
Виконавці:
- Джоан Баез
- Electric Light Orchestra
- Journey
- Pearl Jam
- Тупак Шакур [2]
- Yes (гурт)

### 2018
Виконавці:
- Bon Jovi
- The Cars
- Dire Straits
- The Moody Blues
- Ніна Сімон

### 2019
Виконавці:
- The Cure
- Def Leppard
- Джанет Джексон
- Стіві Нікс
- Radiohead
- Roxy Music
- The Zombies

### 2020
Виконавці:
- Depeche Mode
- The Doobie Brothers[en]
- Вітні Г'юстон
- Nine Inch Nails
- The Notorious B.I.G.
- T. Rex

### 2021
Виконавці:
- Foo Fighters
- The Go-Go's[en]
- Jay-Z
- Керол Кінг
- Тодд Рандґрен
- Тіна Тернер

### 2022
Виконавці:
- Пет Бенатар[en]
- Duran Duran
- Емінем
- Eurythmics
- Доллі Партон
- Лайонел Річі
- Карлі Саймон

### 2023
Виконавці:
- Кейт Буш
- Шерил Кроу
- Міссі Елліотт
- Джордж Майкл
- Віллі Нельсон
- Rage Against the Machine
- The Spinners

### 2024
Виконавці:
- Мері Джей Блайдж
- Шер
- Dave Matthews Band
- Foreigner
- Пітер Фремптон[en]
- Kool & the Gang
- Оззі Осборн
- A Tribe Called Quest